# جمهورية فنزويلا الثالثة
جمهورية فنزويلا الثالثة هو الاسم الذي يشيع استخدامه للإشارة إلى جمهورية فنزويلا التي أعيد تأسيسها والتي أعلنها سيمون بوليفار في عام 1817، أثناء حرب الاستقلال الفنزويلية. تُعزى بداية جمهورية فنزويلا الثالثة إلى الفترة التي أعقبت حملة غويانا، والتي أعاد خلالها الجمهوريون استعادة المؤسسات الديمقراطية في أنغوستورا. انتهت الجمهورية بعد أن أصدر كونغرس أنغوستورا عام 1819 مرسومًا بتوحيد فنزويلا مع غرناطة الجديدة، لتشكيل جمهورية كولومبيا الكبرى.
ستصبح فنزويلا مرة أخرى جمهورية مستقلة بعد انفصالها عن كولومبيا الكبرى في عام 1830، برئاسة خوسيه أنطونيو بايث.